# Teodozije I. Veliki
Teodozije I. Veliki (lat. Flavius Theodosius, Flavije Teodozije), (Cauca, Španjolska, 11. siječnja 347. – Milano, 17. siječnja 395.), rimski car od 379. do 395. godine. Bio je posljednji univerzalni vladar čitavog Rimskog Carstva. Nakon njegove smrti (395.), Carstvo je bilo podijeljeno između dvojice njegovih sinova: Honorije je dobio zapadni dio, a Arkadije istočni dio Carstva i ta se podjela zadržala sve do propasti zapadne polovice Carstva 476. godine.
Tijekom svoje vladavine, proglasio je kršćanstvo državnom religijom, zbog čega je od kršćana dobio nadimak Veliki.

## Životopis
Bio je podrijetlom iz vojne obitelji. U mladosti je pratio oca, vojskovođu Teodozija, u vojnim pohodima protiv Pikta i Škota u Britaniji (368. – 369.), protiv Alemana u Galiji (370.) i Sarmata na Balkanu (372. – 373.). Godine 374. istaknuo se u borbama protiv Sarmata u Meziji, ali se nakon što mu je otac pogubljen zbog političkih intriga na carskom dvoru, vratio u Španjolsku gdje se oženio Aeilijom Placillom s kojom je imao dvojicu sinova i kćer Pulheriju.

U kritičnim trenutcima za Carstvo, car Gracijan pozvao ga je da se obračuna s navalom Sarmata te ih je pobijedio 378. godine u Panoniji. Nakon toga proglašen je za istočnorimskog cara 19. siječnja 379. godine u Sirmiumu. U njegovo vrijeme dolazi do priljeva germanske vojske u službu carstva što jača oslabljenu vojsku, a u isto vrijeme rješava carstvo jednog neprijatelja. Uskoro Germani zauzimaju najvažnije zapovjedne položaje u vojsci. Teodozijeva gotska politika dovodi do povećanja državnih izdataka, a samim time i poreza. Bijeda stanovništva raste i seosko stanovništvo sve više gubi svoju nezavisnost. 
II. ekumenski sabor u Carigradu održao se 381. godine. Na njemu se potvrđuju i dopunjuju odluke Nicejskog sabora i formulira simbol kršćanske vjere. Teodozije I. je svim silama podržavao kršćanstvo i progonio poganstvo i heretičke kršćanske sekte. Za vrijeme njegove vladavine kristijanizacija carstva je u potpunosti završena. Kršćanstvo postaje jedina dopuštena državna vjera, a druge vjeroispovijesti su stavljene izvan zakona.
Poslije dužih građanskih ratova, Teodozije je pred smrt uspio još jednom ujediniti carstvo, ali je pred smrt ponovo podijelio državu. Prilikom podjele, iako je bio porijeklom sa zapada, dao je prioritet njegovom istočnom dijelu. Godine 395. svog starijeg sina Arkadija postavio je za vladara na istoku, a mlađeg Honorija na zapadu.
Istočnom dijelu pripale su malo kasnije dijeceze Dacija i Makedonija koje od tada čine posebnu dijecezu, Ilirik. Zapadnom dijelu od Ilirije u posjedu ostaje samo dijeceza Panonija. Ovom podjelom utvrđena je granica, koja će vremenom postati povijesna crta razdvajanja Istočnog i Zapadnog rimskog carstva.

Kao i Konstantin, Teodozije dobiva nadimak Veliki radi svoje podrške kršćanstvu koje tada postaje jedina državna religija. 380. u svome ediktu Cunctos populos proglasio je kršćanstvo de facto državnom religijom, a 8. studenog 392. zabranio je sve poganske religije u Carstvu.
Godine 388. porazio je snage rimskog uzurpatora Maksima Magnusa u bitci na Savi kod Siscie.
Godine 393. godine ukinuo je Olimpijske igre.